# Sphodromantis tenuidentata
Sphodromantis tenuidentata es una especie de mantis de la familia Mantidae.

## Distribución geográfica
Se encuentra en Tanzania.